# Equazione di Binet
L'equazione di Binet, dovuta a Jacques Philippe Marie Binet, fornisce la forma di una forza centrale data la traiettoria orbitale in coordinate polari. L'equazione può anche essere usata per ricavare la forma di un'orbita data una certa forza, ma ciò solitamente comporta la risoluzione di un'equazione differenziale ordinaria non-lineare del secondo ordine. In caso di moto circolare intorno al centro della forza una soluzione unica è impossibile.

## Equazione
La forma di un'orbita è spesso facilmente descritta in termini della distanza relativa {\displaystyle r} come funzione dell'angolo {\displaystyle \theta }. Per l'equazione di Binet, la forma orbitale è invece descritta dal suo reciproco {\displaystyle u=1/r} in funzione di {\displaystyle \theta }.  Si definisca il momento angolare specifico {\displaystyle h=L/m} dove {\displaystyle L} è il momento angolare e {\displaystyle m} la massa. L'equazione di Binet, ricavata nella prossima sezione, dà la forza in termini della funzione {\displaystyle u(\theta )}:
{\displaystyle F({u}^{-1})=-mh^{2}u^{2}\left({\frac {\mathrm {d} ^{2}u}{\mathrm {d} \theta ^{2}}}+u\right).}

## Dimostrazione
La seconda legge di Newton per una forza puramente centrale è
{\displaystyle F(r)=m({\ddot {r}}-r{\dot {\theta }}^{2}).}
Per la conservazione del momento angolare segue che
{\displaystyle r^{2}{\dot {\theta }}=h={\text{costante}}.}
Le derivate di {\displaystyle r} rispetto al tempo possono essere riscritte come derivate di  {\displaystyle u=1/r} rispetto all'angolo:
{\displaystyle {\begin{aligned}&{\frac {\mathrm {d} u}{\mathrm {d} \theta }}={\frac {\mathrm {d} }{\mathrm {d} t}}\left({\frac {1}{r}}\right){\frac {\mathrm {d} t}{\mathrm {d} \theta }}=-{\frac {\dot {r}}{r^{2}{\dot {\theta }}}}=-{\frac {\dot {r}}{h}}\\&{\frac {\mathrm {d} ^{2}u}{\mathrm {d} \theta ^{2}}}=-{\frac {1}{h}}{\frac {\mathrm {d} {\dot {r}}}{\mathrm {d} t}}{\frac {\mathrm {d} t}{\mathrm {d} \theta }}=-{\frac {\ddot {r}}{h{\dot {\theta }}}}=-{\frac {\ddot {r}}{h^{2}u^{2}}}\\\end{aligned}}}
Mettendo insieme i risultati precedenti, si arriva a
{\displaystyle F=m({\ddot {r}}-r{\dot {\theta }}^{2})=-m\left(h^{2}u^{2}{\frac {\mathrm {d} ^{2}u}{\mathrm {d} \theta ^{2}}}+h^{2}u^{3}\right)=-mh^{2}u^{2}\left({\frac {\mathrm {d} ^{2}u}{\mathrm {d} \theta ^{2}}}+u\right)}

## Esempi

### Problema di Keplero
Per calcolare l'orbita data da una forza che soddisfa la legge dell'inverso del quadrato si risolve l'equazione di Binet ottenendo:
{\displaystyle -ku^{2}=-mh^{2}u^{2}\left({\frac {\mathrm {d} ^{2}u}{\mathrm {d} \theta ^{2}}}+u\right)}
{\displaystyle {\frac {\mathrm {d} ^{2}u}{\mathrm {d} \theta ^{2}}}+u={\frac {k}{mh^{2}}}\equiv {\text{costante}}>0.}
Se l'angolo {\displaystyle \theta } è misurato dal periapside, allora la soluzione generale per l'orbita espressa in coordinate polari (reciproche) è
{\displaystyle lu=1+\varepsilon \cos \theta .}
L'equazione di cui sopra descrive sezioni coniche, con {\displaystyle l} il semilato retto (pari a {\displaystyle h^{2}/\mu =h^{2}m/k}) e {\displaystyle \varepsilon } l'eccentricità orbitale.
L'equazione relativistica ricavata per le coordinate di Schwarzschild è
{\displaystyle {\frac {\mathrm {d} ^{2}u}{\mathrm {d} \theta ^{2}}}+u={\frac {r_{s}c^{2}}{2h^{2}}}+{\frac {3r_{s}}{2}}u^{2}}
dove {\displaystyle c} è la velocità della luce e {\displaystyle r_{s}} è il raggio di Schwarzschild. Per la metrica di Reissner-Nordström si otterrà
{\displaystyle {\frac {\mathrm {d} ^{2}u}{\mathrm {d} \theta ^{2}}}+u={\frac {r_{s}c^{2}}{2h^{2}}}+{\frac {3r_{s}}{2}}u^{2}-{\frac {GQ^{2}}{4\pi \varepsilon _{0}c^{4}}}\left({\frac {c^{2}}{h^{2}}}u+2u^{3}\right)}
dove {\displaystyle Q} è la carica elettrica e {\displaystyle \varepsilon _{0}} è la costante dielettrica del vuoto.

### Problema di Keplero inverso
Che tipo di forza produce un'orbita ellittica (o più in generale una sezione conica) intorno a un fuoco dell'ellisse?
Facendo due volte la derivata dell'equazione di Binet per un'ellisse si ha
{\displaystyle l\,{\frac {\mathrm {d} ^{2}u}{\mathrm {d} \theta ^{2}}}=-\varepsilon \cos \theta .}
La legge della forza è perciò
{\displaystyle F=-mh^{2}u^{2}\left({\frac {-\varepsilon \cos \theta }{l}}+{\frac {1+\varepsilon \cos \theta }{l}}\right)=-{\frac {mh^{2}u^{2}}{l}}=-{\frac {mh^{2}}{lr^{2}}},}
che è la legge dell'inverso del quadrato come previsto. Facendo combaciare i valori orbitali {\displaystyle h^{2}/l} a valori fisici come {\displaystyle GM} o {\displaystyle k_{e}q_{1}q_{2}/m} si riproduce rispettivamente la legge di gravitazione universale o la legge di Coulomb.